# Дороти Вон
Дороти Џин Џонсон Вон (20. септембар 1910 — 10. новембар 2008) је била америчка математичарка, која је радила за Национални саветодавни комитет за аеронаутику (Нацу) и Насу у истраживачком центру Ланглиј у Хемптону, Вирџинија. Године 1949. постала је вршилац дужности супервизора компаније West Area Computers, прва Афроамериканка која је добила унапређење и надгледала групу особља у центру.
Касније је званично унапређена на позицију супервизора. Током своје 28-годишње каријере, Дороти Вон се припремала за увођење рачунара раних 1960-их тако што је себе и своје особље подучавала програмском језику Фортран. Касније је водила одељење за програмирање Одељења за анализу и рачунање (АЦД) у Ланглију.
Вон је једна од жена у књизи Марго Ли Шетерли „Скривене бројке: Прича о афроамеричким женама које су помогле да победе у свемирској трци” (2016). Адаптиран је као истоимени биографски филм, такође објављен 2016. године.
Године 2019. Дороти Вон је постхумно добила златну медаљу Конгреса.

## Рани живот
Дороти Вон је рођена 20. септембра 1910. године у Канзас Ситију, Мисури, као Дороти Џин Џонсон. Ћерка је Ени и Леонарда Џонсона. Са седам година, њена породица се преселила у Моргантаун, Западна Вирџинија, где је 1925. године дипломирала у средњој школи Бичерст. Дороти Вон је добила стипендију за пуну школарину од Конференције А.М.Е. за похађање Универзитета Вилберфорс у Вилберфорсу, Охајо. Придружила се Зета огранку Алфа Капа Алфа сестринства у Вилберфорсу и дипломирала 1929. године, са дипломом у математици. Године 1932. удала се за Хауарда Вона, који је умро 1955. године. Пар се преселио у Њупорт Њуз, у Вирџинији, где су имали шесторо деце: Ен, Маиду, Леонарда, Кенета, Мајкла и Доналда. Породица је такође живела са Хауардовим богатим и поштованим родитељима у Њупорт Њузу, у Вирџинији. Дороти Вон је била веома посвећена породици и цркви, што је имало велики утицај на то да ли ће се преселити у Хамптон, Вирџинија, да ради за Насу.

## Каријера
Вон је дипломирала на Универзитету Вилберфорс 1929. године. Иако су је професори охрабривали да заврши постдипломске студије на Универзитету Хауард, Вон је радила као професор математике у средњој школи Роберт Руса Мотон у Фармвилу у Вирџинији, како би помогла својој породици током Велике депресије. Током 14 година њене наставничке каријере, државне школе и други објекти у Вирџинији су и даље били расно сегрегирани према законима Џима Кроуа.
Године 1935. Наца је основала секцију жена математичара, које су вршиле сложене прорачуне. Године 1941, председник Френклин Д. Рузвелт је издао извршну наредбу 8802, да се одвоји одбрамбена индустрија, и извршну наредбу 9346, да оконча расну сегрегацију и дискриминацију у запошљавању и унапређењу међу савезним агенцијама и одбрамбеним извођачима. Ово је помогло да се осигура да ратни напори повуку цело америчко друштво након што су Сједињене Америчке Државе ушле у Други светски рат 1941. године. Са доношењем две Извршне наредбе, и са многим људима који су примљени у службу, савезне агенције као што је Национални саветодавни комитет за Аеронаутицс (Наца) је такође проширила своје запошљавање и повећала регрутовање жена, укључујући „обојене” жене, да подрже ратну производњу авиона. Две године након издавања извршних наредби 8802 и 9346, Langley Memorial Aeronautical Laboratory (истраживачки центар Ланглеј), објекат Наца, почео је да запошљава више црнкиња, како би задовољио драстичан пораст потражње за обрадом података из аеронаутичких истраживања. Сједињене Америчке Државе су веровале да ће рат бити добијен у ваздуху. Већ је појачала производњу авиона, стварајући велику потражњу за инжењерима, математичарима, занатлијама и вештим трговцима.
Године 1943. Вон је започела 28-годишњу каријеру математичара и програмера у истраживачком центру Ленглј, у Хемптону, у Вирџинији, где се специјализовала за прорачуне путања лета, извиђачки пројекат и компјутерско програмирање. Њена каријера у овој области започела је у врхунцу Другог светског рата. Дошла је у истраживачки центар Ланглеј мислећи да ће то бити привремени ратни посао. Једно од њене деце је касније радило у Наци. Дороти Вон је распоређена у West Area Computers, одвојену јединицу, коју су чинили само Афроамериканци. То је било због преовлађујућих закона Џима Кроуа, који су захтевали да новозапослене Афроамериканке раде одвојено од белкиња. Такође су морали да користе одвојене трпезарије и купатила. Ову сегрегирану групу чиниле су Афроамериканке које су ручно правиле сложене математичке прорачуне, користећи алате тог времена.
The West Computers је дао допринос свакој области истраживања у Ланглију. Њихов рад се проширио у послератним годинама, како би подржао истраживање и дизајн за свемирски програм Сједињених Држава, што је наглашено под председником Џоном Ф. Кенедијем. Године 1949. Дороти Вон је одређена за вршиоца дужности директора компаније West Area Computers, преузимајући дужност од белкиње која је умрла. Била је прва црнкиња супервизор у Наци и једна од неколико жена супервизора. Водила је групу састављену у потпуности од афроамеричких жена математичара. Годинама је држала ову улогу, пре него што је званично унапређена на позицију супервизора. Дороти Вон је радила на могућностима за жене у West Computing-у, као и за жене у другим одељењима.
Видевши да ће машински рачунари бити будућност, она је жене учила програмским језицима и другим концептима, како би их припремила за транзицију. Математичарка Кетрин Џонсон је првобитно била додељена групи Дороти Вон, пре него што је пребачена у Ленглијев одсек за механику летења. Вон се пребацила у област електронског рачунарства 1961. године, након што је Наца увела прве дигиталне (не-људске) рачунаре. Дороти Вон је постала искусна у компјутерском програмирању, сама је подучавала Фортран и подучавала своје колеге како би их припремила за транзицију. Она је допринела свемирском програму кроз свој рад на програму Scout Launch Vehicle Program. Блог који описује њен рад у Наси налази се на веб страници групе Музеја науке у Лондону.
Вон је наставила након што је Наса, агенција наследница, основана 1958. године. Када је Наца постала Наса, одвојени објекти, укључујући канцеларију West Computing, су укинути. У интервјуу из 1994. године, Вон се присетила да се током рада у Ланглију, током свемирске трке, осећала као да је „на врхунцу нечег веома узбудљивог“. Што се тиче тога што је била афроамеричка жена током тог времена у Ланглију, приметила је: „Променила сам оно што сам могла, а оно што нисам могла, издржала сам“. Вон је радила у одељењу за нумеричке технике током 1960-их. Дороти Вон и многи бивши West Computers придружили су се новом Одељењу за анализу и рачунање (АЦД), расно и родно интегрисаној групи на граници електронског рачунарства. Радила је у Наси 28 година.
Током своје каријере у Ленглију, Вон је такође одгајала своје шесторо деце, од којих је једно касније такође радило у Наси. Вон је живела у Њупорт Њузу, у Вирџинији, а на посао у Хемптон је ишла јавним превозом.

## Касније године
Дороти Вон је желела да настави на другој руководећој позицији у Наси, али никада није добила понуду. Повукла се из Насе 1971. године, у доби од 61 године. У својим последњим годинама, радила је са математичаркама Кетрин Џонсон и Мери Џексон на лансирању астронаута Џона Глена у орбиту. Умрла је 10. новембра 2008. године, у 98. години живота. Вон је била члан Алфа Капа Алфа, афроамеричког сестринства. Била је и активни члан Афричке методистичке епископалне цркве, где је учествовала у музичким и мисионарским активностима. Написала је и песму под називом "Математика".
У тренутку њене смрти, остала је иза ње четворо од шесторо деце, десеторо унучади и четрнаест праунучади.

## Наслеђе
Дороти Вон је била прва цењена црнкиња менаџерка у Наси, стварајући тако дуготрајно наслеђе за разноликост у математици и науци за West Area Computers. Као једна од првих жена кодера у овој области која је знала да кодира Фортран, била је у стању да подучава друге о језику кодирања и створила талас програмерки, које су интегрисале свој рад у Насине системе.
Године 2005. створен је фонд за стипендије са Salem Community Foundation, под именом Дороти Вон, за даље музичко усавршавање у Salem Music Study Club.
Дороти Вон је једна од жена представљених у публицистичкој књизи „Скривене бројке” Марго Ли Шетерли из 2016. године и истоименом играном филму. Њу је тумачила глумица Октавија Спенсер, добитница Оскара.
Технолошка академија Дороти Џ. Вон отворена је у Шарлоту, Северна Каролина, у августу 2017. године. Ова школа је инспирисана „лидерством, иновативношћу, креативношћу, радозналошћу и љубављу према учењу“ Дороти Вон. Школа је члан асоцијације Magnet Schools of America.
Године 2019. Вон је награђена златном медаљом Конгреса. Такође је 2019. године, кратер Вон на супротној страни Месеца назван је у њену част.
Дана 6. новембра 2020. године, сателит назван по њој је лансиран у свемир.
Лична Библија Дороти Вон и Наса лична карта за пензију изложени су у изложби Музеја Библије „Свето писмо и наука: Наш универзум, ми сами, наше место”. Афричка методистичка епископална црква јој је такође доделила награду за службу.
Универзитет Норт Централ има стипендију у част Дороти Вон за BPOC и/или студенткиње.

## Награде и почасти
- 1925: Гимназија у Бичерсту – ђак генерације[15]
- 1925: Конференција А.М.Е. у Западној Вирџинији – пуна школарина[21]
- 1929: Универзитет Вилберфорс – дипломирани математичар са похвалом[22]
- 1949–1958: шеф Националног саветодавног комитета аеронаутичке одвојене западне рачунарске јединице (Наца)[23]
- 16. октобар 2019: по њој је назван лунарни кратер.[24] Ово име су изабрали планетарни научник и ученик Дороти Вон, Рајан Н. Воткинс, а поднели су га на 109. рођендан Дороти Вон.[25]
- 8. новембар 2019: Златна медаља Конгреса[1][26]
- 6. новембра 2020. године у свемир је лансиран сателит назван по њој[27]